# Lene Nystrøm
Lene Grawford Nystrøm Rasted (født Lene Grawford Nystrøm den 2. oktober 1973 i Tønsberg, Norge) er en norsk sangerinde, sangskriver og skuespiller. Hun var i 1994 med til at danne den dansk-norske dance-popgruppe Aqua, sammen med Søren Rasted, Claus Norreen og René Dif.

## Musikalsk karriere
Som sanger og sangskriver i Aqua har Nystrøm med gruppens to albummer Aquarium (1997) og Aquarius (2000) og de tilhørende singler tilsammen solgt mere end 33 millioner eksemplarer fra 1996 til 2001. Med hits som "Barbie Girl", "Doctor Jones" og "Turn Back Time" skrev bandet historie ved at være det første debutband, der havde tre nummer ét-singler på den britiske singlehitliste.
Efter Aquas opløsning i 2001 begyndte hun en kort solokarriere, da hun i 2003 udgav albummet Play With Me med singlerne "It's Your Duty", "Pretty Young Thing" og "Here We Go".
Aqua blev gendannet i 2008 og var samme sommer et af hovednavnene på Grøn Koncert-turnéen. I 2009 udkom opsamlingsalbummet 'Greatest Hits', der indeholdt de nye singler 'Back to the 80s', 'My Momma Said' og 'Live Fast, Die Young'. Genforeningen havde givet Aqua blod på tanden og i 2011 udkom albummet Megalomania med helt nyt materiale.
Siden har Aqua været aktive og var bl.a. headliner på konceptturnéen 'Vi Elsker 90'erne' i 2017, ligesom gruppen spillede en lang række succesfulde shows i Danmark, Norge, Sverige og Finland i løbet af 2017 og 2018. I juni 2018 udkom gruppens nye single 'Rookie'.
Ved siden af sin egen musikalske karriere har Nystrøm desuden været coach på de to første sæsoner af TV 2's sangkonkurrence Voice - Danmarks største stemme i 2011 og 2012. I 2013 var Lene Nystrøm coach i den norske udgave af programmet, The Voice – Norges beste stemme.

## Karriere som skuespiller
Udover sin musikalske karriere har Lene Nystrøm gjort sig bemærket som skuespiller. I 2009 spillede hun en af hovedrollerne i Ole Bornedals Fri os fra det onde og senere samme år i den norske actionfilm Svik. Mellem 2010 og 2012 medvirkede hun i seks spillefilm, baseret på Gunnar Staalesens romaner om detektiven Varg Veum.
I 2016 spillede hun rollen som antagonisten Velma von Tussle i Tivolis opsætning af musicalen Hairspray.
I 2017 medvirkede hun i dramafilmen Gjengangerne, instrueret af norsk-pakistanske Leon Bashir og i 2018 gjorde hun sig bemærket i den syvende sæson af Casper Christensen & Frank Hvams succesfulde komedieserie Klovn, hvor hun spillede Casper Christensens nye partner.

## Privatliv
Nystrøm giftede sig i maj 2001 med Aqua-medlemmet Søren Rasted i Las Vegas og senere den 25. august 2001 i Blovstrød Kirke i Nordsjælland. Sammen har de børnene India (2004) og Billy (2006). Parret meddelte i foråret 2017, at de efter 16 års ægteskab ville lade sig skille. Dog udtalte de at der fortsat var en dyb respekt og kærlighed i mellem dem.
Lene Nystrøm dannede desuden par med René Dif under Aquas opstart.
Lene Nystrøm dannede i 1998 par med den norske sanger Morten Harket fra popgruppen a-ha. Senere var hun i et månedlangt forhold med den irske sanger Brian McFadden fra Westlife i perioden 1998–99. Efterfølgende dannede hun par med Jan Brettschneider, der var ansat som bodyguard for Aqua. Parret nåede at blive forlovet inden bruddet i 1999. I 2000 var hun kæreste med den dansk-græske filmproducent Perikles Kallimanopoulis.

## Solodiskografi
| - Something Special: Melodier av Tom Hansen (1992) - Play With Me (2003) | - "It's Your Duty" (2003) - "Pretty Young Thing" (2004) - "Here We Go" (2004) |

## Filmografi
| - Fri os fra det onde (2009) - Svik (2009) - Varg Veum - Skriften på veggen (2010) - Varg Veum - Svarte får (2011) - Varg Veum - Dødens drabanter (2011) - Klassefesten (2011) - Varg Veum - I mørket er alle ulver grå (2011) - Varg Veum - De døde har det godt (2012) - Varg Veum - Kalde Hjerter (2012) - Gjengangerne (2017) |

### Tv-serier
- Lulu & Leon (2009)
- Klovn (2018)